# Montes Rook

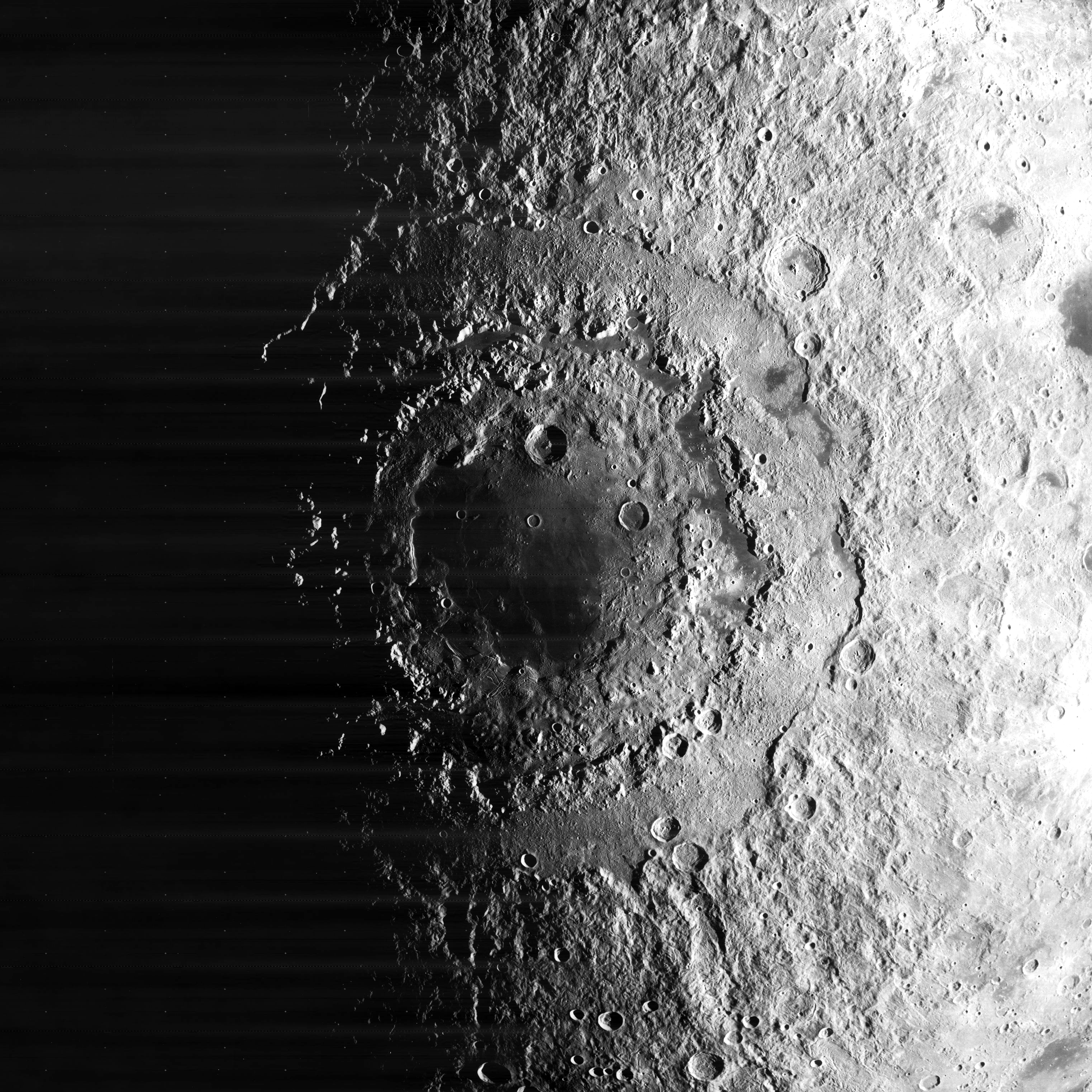
Bassin de la Mer Orientale sur la Lune

Les Montes Rook (20, −82) sont un massif montagneux de la Lune s'étendant sur près de 791 km et encerclant la Mare Orientale. Cette chaîne montagneuse est elle-même ceinturée d'un autre massif montagneux, le Montes Cordillera.
Cette chaine de montagnes est nommée en l'honneur de l'astronome anglais Lawrence Rooke (1622–1662).